# Belgie na letních olympijských hrách
Belgie na letních olympijských hrách startuje od roku 1990. Toto je přehled účastí, medailového zisku a vlajkonošů na dané sportovní události.

## Účast na letních olympijských hrách
| Dějiště LOH            | LOH      | Vlajkonoš                         | Zlatá medaile | Stříbrná medaile | Bronzová medaile | Celkem |
| ---------------------- | -------- | --------------------------------- | ------------- | ---------------- | ---------------- | ------ |
| 1900 Paříž             | LOH 1900 | nebyl                             | 5             | 5                | 5                | 15     |
| 1904 St. Louis         | 1904     |                                   |               |                  |                  | Ne     |
| 1908 Londýn            | LOH 1908 | nebyl                             | 1             | 5                | 2                | 8      |
| 1912 Stockholm         | LOH 1912 | nebyl                             | 2             | 1                | 3                | 6      |
| 1920 Antverpy          | LOH 1920 | Victor Boin                       | 14            | 11               | 11               | 36     |
| 1924 Paříž             | LOH 1924 | nebyl                             | 3             | 7                | 3                | 13     |
| 1928 Amsterdam         | LOH 1928 | nebyl                             |               | 1                | 2                | 3      |
| 1932 Los Angeles       | LOH 1932 | nebyl                             |               |                  |                  | 0      |
| 1936 Berlín            | LOH 1936 | Édouard Écuyer de le Court        |               |                  | 2                | 2      |
| 1948 Londýn            | LOH 1948 | Charles Vyt                       | 2             | 2                | 3                | 7      |
| 1952 Helsinky          | LOH 1952 | Charles Debeur                    | 2             | 2                |                  | 4      |
| 1956 Melbourne         | LOH 1956 | André Nelis                       |               | 2                |                  | 2      |
| 1960 Řím               | LOH 1960 | André Nelis                       |               | 2                | 2                | 4      |
| 1964 Tokio             | LOH 1964 | Gaston Roelants                   | 2             |                  | 1                | 3      |
| 1968 Ciudad de México  | LOH 1968 | Gaston Roelants                   |               | 1                | 1                | 2      |
| 1972 Mnichov           | LOH 1972 | Gaston Roelants                   |               | 2                |                  | 2      |
| 1976 Montréal          | LOH 1976 | Gaston Roelants                   |               | 3                | 3                | 6      |
| 1980 Moskva            | LOH 1980 | nebyl                             | 1             |                  |                  | 1      |
| 1984 Los Angeles       | LOH 1984 | Edgar Henri Cuepper               | 1             | 1                | 2                | 4      |
| 1988 Soul              | LOH 1988 | Dirk Crois                        |               |                  | 2                | 2      |
| 1992 Barcelona         | LOH 1992 | Frans Peeters                     |               | 1                | 2                | 3      |
| 1996 Atlanta           | LOH 1996 | Jean-Michel Saive                 | 2             | 2                | 2                | 6      |
| 2000 Sydney            | LOH 2000 | Ulla Werbroucková                 |               | 2                | 3                | 5      |
| 2004 Athény            | LOH 2004 | Jean-Michel Saive                 | 1             |                  | 2                | 3      |
| 2008 Peking            | LOH 2008 | Sébastien Godefroid               | 1             | 1                |                  | 2      |
| 2012 Londýn            | LOH 2012 | Tia Hellebautová                  |               | 1                | 2                | 3      |
| 2016 Rio de Janeiro    | LOH 2016 | Olivia Borlée                     | 2             | 2                | 2                | 6      |
| 2020 Tokio             | LOH 2020 | Nafissatou Thiamová Félix Denayer | 3             | 1                | 3                | 7      |
| 2024 Paříž             | LOH 2024 | Jérôme Guéry Emma Meessemanová    | 3             | 1                | 6                | 10     |
| Celkem                 | 28       |                                   | 47            | 57               | 63               | 167    |
| Zdroj na Olympedia.org |          |                                   |               |                  |                  |        |